# 苗栗縣立大同高級中學
苗栗縣立大同高級中學，簡稱大同高中，創立於2003年，是一所位於台灣苗栗縣竹南鎮的縣立完全中學，鄰近新竹科學園區竹南園區。

## 歷史沿革
- 2000年：成立苗栗縣立大同國民中學籌備處
- 2003年：成立苗栗縣立大同國民中學。
- 2011：因應改制完全中學，成立苗栗縣立大同高級中學籌備處。
- 2013年：增設高中部，定名苗栗縣立大同高級中學，正式招收高中部第一屆新生。

## 歷任校長
| 任期 | 姓名       | 任職日期  | 離職日期  | 備註                                                                 |
| ---- | ---------- | --------- | --------- | -------------------------------------------------------------------- |
| 1    | 蕭鴻光先生 | 2003年8月 | 2011年7月 | 原苗栗縣立文英國民中學校長轉任，任滿退休。                           |
| 2    | 魏早炯先生 | 2011年8月 | 2015年7月 | 原苗栗縣立興華高級中學校長轉任，任滿退休。                           |
| 3    | 蔡芸芸女士 | 2015年8月 | 2018年1月 | 原苗栗縣立維真國民中學校長轉任，任內退休。                           |
| 代理 | 謝紹文先生 | 2018年2月 | 2018年7月 | 苗栗縣教育處特殊教育科課程督學代理，調任苗栗縣立福興武術國民中小學。 |
| 4    | 何高志先生 | 2018年8月 | 現任      | 原苗栗縣立新港國民中小學校長轉任。                                   |

## 國中部學區
大埔里、頂埔里、崎頂里（第4－21鄰）

## 外部連結
- 縣立大同高級中學
- 苗栗縣立大同高級中學的Facebook專頁